# Martha Taylor
Pour les articles homonymes, voir Taylor.
Martha Taylor née le 1er mars 2002, est une joueuse britannique de hockey sur gazon. Elle évolue à University of Exeter et avec les équipes nationales anglaise et britannique.

## Carrière
Elle a fait ses débuts le 20 février 2022 avec l'Angleterre contre l'Argentine à Buenos Aires lors de la Ligue professionnelle 2021-2022.